# 交響曲第5番 (ドヴォルザーク)
交響曲第5番 ヘ長調 作品76, B. 54 は、アントニン・ドヴォルザークが1875年に作曲した交響曲。かつては出版順により『交響曲第3番』と呼ばれていた。

## 概要
本作は1875年の6月15日にオーケストレーションに着手し、同年7月23日に完成した。前作『第4番 ニ短調』（作品13, B. 41）まではリヒャルト・ワーグナーの影響が見られたが、一転してスラヴ風の牧歌的な作風となっており、また終楽章にはヨハネス・ブラームスの作品とワーグナーの楽劇『ワルキューレ』からの和音進行の影響が見られるようになる。本作のこの2つの特徴は、次作『第6番 ニ長調』（作品60, B. 112）など後の作品に引き継がれていくこととなる。
初演は1879年3月25日にプラハにて、アドルフ・チェフ指揮、国民劇場管弦楽団により行われ、出版は1888年にジムロック社から出版された。しかし、既に『第6番 ニ長調』（作品60, B. 112）、『第7番 ニ短調』（作品70, B. 141）がそれぞれ「第1番」「第2番」として出版されていたため「第3番」が付けられており、最初に「第5番」として出版されたのは、現在の『第9番《新世界より》』（作品95, B. 178）である。 作品番号も、ドヴォルザーク本人は当初「作品24」とする予定であったにもかかわらず、ジムロック社によって第6番、第7番より後の作品を装って「作品76」とされた。また、出版に際してドヴォルザークはこの交響曲を、指揮者のハンス・フォン・ビューローに捧げた。

## 楽器編成
フルート2、オーボエ2、クラリネット2（バスクラリネット持ち替え1）、ファゴット2、ホルン4、トランペット2、トロンボーン3、ティンパニ、トライアングル（第3楽章のみ）、弦五部。

## 曲の構成
全4楽章、演奏時間は約40分。
- 第1楽章 アレグロ、マ・ノン・トロッポ
ヘ長調、4分の2拍子、ソナタ形式。

全体的に牧歌的で楽しげな曲調である。序奏はなく、クラリネット、すぐ次に繰り返すフルートによる牧歌的な第1主題Aで始まり、急激に盛り上がりほとんど全ての楽器による壮大で華やかな第1主題Bへ続く。
次に現れるヴァイオリンによる第2主題ものどかな旋律である。提示部には反復指定がある。

- 第2楽章 アンダンテ・コン・モート
イ短調、8分の3拍子、三部形式。

第1楽章とは異なり、不安げで寂しい楽章である。冒頭からチェロによる悲しげな主題が提示され、次にヴァイオリン、フルートに引き継がれる。
明朗な中間部ののち、再現部は再び暗鬱な主題が繰り返され、大きく盛り上がったのち寂しげに終わる。

- 第3楽章 アンダンテ・コン・モート、クアジ・リステッソ・テンポ - アレグロ・スケルツァンド
変ロ長調 - 変ニ長調（トリオ部）、8分の3拍子。

第2楽章の主題を用いた序奏があるため、ドヴォルザークは第2楽章から「ごく短い小休止の後にすぐ続いて演奏すること」としている。
主要部のスケルツォの主題は、序奏とは一転し非常に明るい快活なものである。

- 第4楽章 フィナーレ：アレグロ・モルト
イ短調 - ヘ長調、4分の4拍子、ソナタ形式。

チェロとコントラバスで演奏されるイ短調の序奏から始まる。序奏によく似たヘ長調の第1主題が木管とヴァイオリンで力強く示されたのち、クラリネットとヴァイオリンが第2主題を応答風に提示する。時折ワーグナーの楽劇『ワルキューレ』とよく似た和声進行が見られる。
型通りの再現部の後、第1楽章第1主題でクライマックスを形成する。

## その他
第1楽章が、かつてテレビ東京系列で放送されていたミニ番組『未来シティ研究所』のテーマ曲として使用されていた。